# Pribnov kutija
Pribnov kutija je sekvenca TATAAT od šest nukleotida (timin-adenin-timin-etc.) koja je esencijalni deo promoterskih mesta na DNK za transkripciju kod bakterija. Ona je idealizovana ili konsenuus sekvenca—drugim rećima ona pokazuje najfrekventniju bazu u svakoj poziciji u velikom broju analiziranih promotera. Individualni promoteri često se razlikuju od konsenzusa u jednoj ili više pozicija. Ona se takođe često naziva -10 sekvenca, zato što se javlja na oko 10 baznih parova pre mesta inicijacije transkripcije.